# Utopia Blues
Utopia Blues ist ein Schweizer Spielfilm über psychische Krankheit und das Erwachsenwerden. Es ist die Geschichte eines jungen Mannes, der sich den Spielregeln der Gesellschaft widersetzt. Der Film stellt die Frage, wo die Grenze zwischen „gesund“ und „krank“ ist. Stefan Haupt zitiert den bekannten Psychiater Ronald D. Laing: „Krankheiten können auch gesunde Reaktionen auf kranke Verhältnisse sein.“

## Handlung
Der 18-jährige Raffael Hasler hat das Motto: „Total leben oder total sterben!“ – nichts dazwischen. Sein grösster Wunsch ist es, als freier Musiker berühmt zu werden. Mit seinem Freund Dani brennt er ihre erste CD und träumt vom Durchbruch. Zur Feier ihres Werks unternehmen sie eine unerlaubte Spritzfahrt, auf der sie weiter vom grossen Erfolg träumen.
Raffael „muss“ seine Utopien in die Tat umsetzen, kompromisslos das tun, was er für richtig hält. Doch seine Sehnsüchte und Ideale wachsen ihm über den Kopf, treiben ihn aus der Bahn. Er hält beispielsweise einen spontanen Auftritt mitten auf der stark befahrenen Hardbrücke, wobei er die Fahrt eines öffentlichen Busses blockiert. Es kommt so weit, dass er einmal zu Hause mit Betäubungsmitteln ruhiggestellt und abgeführt werden muss. Man diagnostiziert ihm manische Depressivität.
Er wird in einer Klinik untergebracht, in der er sich mit einem vermutlich Drogensüchtigen anfreundet, der ihm von einem Indianerritual erzählt: Die Indianer hätten „Verrückte“ an einen Baum gebunden, und sie toben und schreien lassen, bis sie sich beruhigt hätten. Dann hätten sie sie wieder losgebunden. In der Klinik will Raffael einmal den anderen Insassen die Musik verbieten. Er scheint gegenüber Musik nun abgeneigt zu sein, da sie es war, die ihn in die Klinik gebracht hat. Einmal bekommt Raffael Besuch von Dani, der ihm mitteilt, dass ihre gemeinsame Band ein Engagement am Openair Malans habe. Raffael will sofort aus der Klinik entlassen werden. Man hat kein Verständnis dafür, da es bis zum Auftritt noch drei Monate dauert. Er rastet aus und zerschlägt seine Gitarre an einer Wand.
Dani ist inzwischen in Ins in einem Internat (seine Eltern haben ihn dorthin geschickt, zur Strafe wegen der Spritzfahrt mit Raffael). Später wird auch Raffael ins Internat geschickt (ein Psychiater empfiehlt es, damit er eine geregelte Tagesstruktur hat). Im Internat wird auch Mythologie unterrichtet. Der Lehrer erzählt, Odin habe neun Tage und neun Nächte lang, ohne Essen und Trinken, am Weltenbaum (Yggdrasil) gehangen, nur um die Gabe der Sprache zu erhalten.
Im Bunker der Schule hat Dani Musikinstrumente installiert. Raffael will aber noch immer nichts von der Musik wissen, es ist ihm sogar untersagt. Raffael und eine stille Internatsschülerin mit Rückenproblem namens Sara kommen sich näher. Als er sich später endlich einmal wieder ans Musizieren heranwagt, verbietet man es ihm. Er flüchtet und hält sich in einem Kellerraum versteckt.
Dort schreibt er seine „Odin-Rockoper“. Dani ist zuerst skeptisch, doch schliesslich führen sie, zusammen mit einem vierten Schüler, die Oper am Ende des Schuljahrs im kleinen Rahmen auf. Im Song kommen die berühmten Edda-Verse über Odins Selbstopfer vor, jedoch etwas gekürzt:

„Ich weiß, dass ich hing,
am windigen Baum,
ich selber, mir selbst,
an jenem Baum, da niemand weiß,
aus welcher Wurzel er wächst.“

Die Oper ist ein voller Erfolg, doch die Freude wird bald getrübt: Aufgrund des Todes von Raffaels Grossvater, über den er wegen eines Missverständnisses nicht unterrichtet wird, bricht für Raffael eine Welt zusammen.
Am Schluss des Films sieht man Raffael auf einem Baum, mit einem Plastiksack, in dem er einen Strick hat. Es wird zuerst suggeriert, Raffael wolle sich umbringen. Doch er hat den Strick nicht um den Hals befestigt, sondern um die Füße. So baumelt er kopfüber, überströmt von Freudentränen.

## Hintergrund
Utopia Blues basiert auf wahren Begebenheiten. Grundlage sind die Aufzeichnungen von Marianne Rutz über ihren manisch-depressiven Sohn Lukas, der Selbstmord beging.

## Musik
Verwendet wird Musik, die Tino Ulrich, einer der Schauspieler, produziert hat. Es ist schwer einzuordnende, aber sehr atmosphärische Musik.

## Kritiken
„Ein packendes Drama nach dem authentischen Fall eines Schülerselbstmordes, das das kreative Potenzial junger Menschen versinnbildlicht und ihm alle möglichen Formen struktureller Gewalt entgegensetzt. Der Erstlingsspielfilm eines Dokumentarfilmers, der sich mit Verdrängung und Ausgrenzung auseinandersetzt und den Dialog zwischen den Generationen einfordert.“

## Auszeichnungen
- 2001: Zürcher Filmpreis
- 2002: Schweizer Filmpreis (Bester Spielfilm, Bester Darsteller)
- 2002: Grosser Preis «The Scythian Deer» am Int. Filmfestival Molodist, Kiev
- 2002: Filmfestival Max Ophüls Preis Saarbrücken (Bestes Drehbuch, Bester Nachwuchsdarsteller, Interfilmpreis)